# Gracupica
A Gracupica a madarak osztályának verébalakúak (Passeriformes) rendjébe és a seregélyfélék (Sturnidae) családjába tartozó nem. Néha a Sturnus nembe sorolják ezeket a fajokat is.

## Rendszerezésük
A nemet René Primevère Lesson francia ornitológus írta le 1837-ben, az alábbi fajok tartoznak ide:
- feketetorkú seregély (Gracupica nigricollis)
- szarkaseregély (Gracupica contra)
- hátsó-indiai szarkaseregély (Gracupica floweri korábban Gracupica contra floweri[2])
- jávai szarkaseregély (Gracupica jalla korábban Gracupica contra jalla[2])

Egy 2021-ben lezajlott tanulmány kimutatta, hogy a korábban egyetlen fajként kezelt szarkaseregély valójában három különböző fajt foglal magában, melyek genetikailag is különböznek egymástól. Ezen tanulmány alapján a Thaiföldön és Kambodzsában élő fajt hátsó-indiai szarkaseregély (Gracupica floweri korábban Gracupica contra floweri) néven leválasztották, úgy mint a korábban Jáva és Bali szigetén élő, vadon nagyon megritkult vagy talán vadon ki is halt madarakat, melyeket jávai szarkaseregély (Gracupica jalla korábban Gracupica contra jalla) néven különálló fajként kezelnek. 
A Nemzetközi Ornitológia Kongresszus elfogadta ezen változásokat.